# 那謙
那謙（1846年—1890年），字六吉，号益三，叶赫那拉氏，内务府滿洲鑲黃旗人，清朝政治人物、進士出身。
同治癸酉举人，光緒三年（1877年），参加丁丑科殿試，登進士二甲第56名。同年五月，分部學習。
父亲定安，咸丰五年举人；堂兄那桂是光绪丙子科进士。